# Zeitschrift für Naturforschung C
Zeitschrift für Naturforschung C (abreviatura: Z. Naturforsch. C; en inglés: A Journal of Biosciences; en español: Revista de investigación de la naturaleza C) es una revista científica, revisada por pares que se ha publicado desde 1946 y cubre el tema de la biología, incluida la fisiología animal, fisiología vegetal, bioquímica, neurobiología, virología y genética molecular.

## Historia
La revista fue fundada originalmente en 1946 en el instituto de la Sociedad Max Planck por Hans Friedrich-Freksa y Alfred Klemm junto con Ludwig Waldmann como una revista para la investigación natural en los campos de la química, la física y biología. La revista fue publicada inicialmente por Dieterich'sche Verlagbuchhandlung. Después de un año, la revista se dividió en dos partes: una para la física, la revista para la investigación de la naturaleza A y otra para la química y la biología, la revista para la investigación de la naturaleza B. En 1948 se fundó en Tubinga una editorial independiente, la editorial de la revista para la investigación de la naturaleza. Desde 1973, la biología también se ha tratado en una parte separada, el Zeitschrift für Naturforschung C. Las tres partes utilizan los mismos números de edición, asumiendo que todas han sido publicadas desde 1946. Como una de las pocas excepciones entre las revistas científicas, Zeitschrift für Naturforschung hace que todos los artículos estén disponibles gratuitamente en su archivo en línea dos años después de su publicación.
La revista para la investigación de la naturaleza ha sido publicada por De Gruyter-Verlag desde 2015. 
A lo largo de los años, la Parte C ha tenido diferentes títulos:
- Revista de investigación de la naturaleza. Parte C, bioquímica, biofísica, biología, virología. (ISSN 0341-0471, 1973)
- Revista de investigación de la naturaleza. Sección C, Biociencias. ( ISSN 0341-0382, 1974-1983)
- Revista de investigación de la naturaleza. Sección C, Revista europea de biociencias. (ISSN 0341-0382, 1984-1985)
- Revista de investigación de la naturaleza. C, una revista de biociencias. ( ISSN 0939-5075, 1986-presente)